# Look Sharp!
Look Sharp! és el segon àlbum d'estudi del duet Roxette, el qual pels fans de fora de Suècia en seria el primer, ja que la reedició de Pearls of passion no estaria pas disponible fins a (1997).
D'aquest treball s'han venut gairebé 10 milions de còpies arreu del món, convertint-se en un dels més exitosos, sinó el més. Se n'extraurien cinc senzills: "Chances", "The Look", "Dressed for Success", "Listen to Your Heart" i "Dangerous". El segon i el quart arribarien al No.1 a USA, de fet "The Look" en seria el primer a aquest país. Són dos dels anomenats "quatre No.1’s de Roxette", els altres són "It Must Have Been Love" i "Joyride".
En la història de la música a Suècia es tracta del segon àlbum més venut després de Arrival d'ABBA. Assoliria la primera posició al seu país i a Noruega; la segona a Austràlia, Àustria i Suïssa.

## Llistat de cançons
Totes les cançons estan compostes per Per Gessle excepte les indicades.
1. "The Look" - 3:57
2. "Dressed for Success" - 4:09
3. "Sleeping Single" - 4:37
4. "Paint" - 3:30
5. "Dance Away" (Marie Fredriksson, Gessle) - 3:25
6. "Cry" (Fredriksson, Gessle) - 5:18
7. "Chances" - 4:57
8. "Dangerous" - 3:48
9. "Half a Woman, Half a Shadow" (Fredriksson, Gessle) - 3:35
10. "View From a Hill" - 3:39
11. "(I Could Never) Give You Up" - 3:58
12. "Shadow of a Doubt" (Fredriksson, Gessle) - 4:14
13. "Listen to Your Heart" (Gessle, Mats MP Persson) - 5:29

- Nota: també existia, a banda del format CD, un en LP i un altre en cassette.